# U Octantis
U Octantis är en pulserande variabel av Mira Ceti-typ (M) i stjärnbilden Oktanten. 
Stjärnan varierar mellan visuell magnitud +7,0 och 14,1 med en period av 304 dygn.